# Svenska mästerskapen i fälttävlan 1976
Svenska mästerskapen i fälttävlan 1976 avgjordes i Tidaholm . Tävlingen var den 26:e upplagan av Svenska mästerskapen i fälttävlan.

## Resultat
| Placering | Ryttare            | Häst          |
| --------- | ------------------ | ------------- |
| 1         | Tomas Nilsén       | Ambassadeur   |
| 2         | Kristian Albertsen | Kaster        |
| 3         | Jan Jönsson        | The Noble Man |